# Xaver Wolf
Xaver Wolf (* 31. März 1937 in Regensburg; † 26. März 2017 ebenda) war ein deutscher Politiker (SPD).

## Leben
Nach der Ausbildung als Fernmeldehandwerker in Augsburg studierte Wolf an der Fachhochschule Nürnberg und erreichte 1960 das Ingenieurexamen für Elektrotechnik, sodass er Diplom-Ingenieur war.
Wolf war von 1966 bis 1978 Gemeinderat und von 1972 bis 1978 Zweiter Bürgermeister in Hainsacker, von 1966 bis 1984 Kreisrat des Landkreises Regensburg und von 1975 bis 1982 Vorsitzender des SPD-Bezirksverbandes Niederbayern/Oberpfalz. Von 1974 bis 1990 war er Mitglied des Bayerischen Landtags und dort von 1978 bis 1986 stellvertretender Vorsitzender der SPD-Fraktion. Sein Arbeitsgebiet waren die Energie- und die Wirtschaftspolitik.

## Ehrungen und Auszeichnungen
- Bayerischer Verdienstorden[1]
- Bayerische Verfassungsmedaille in Silber[1]